# Taciana (nombre)
Taciana es un nombre propio femenino latino. Una variante es Tatiana (del Ruso: Татьяна), del que deriva Tania. Actualmente es un nombre que se encuentra en proceso de desaparición, siendo sustituido por su variante rusa.

## Santoral
- 12 de enero: Santa Taciana
- 25 de enero: Día de Tatiana

- Datos: Q30034887